# Kontinentalhang

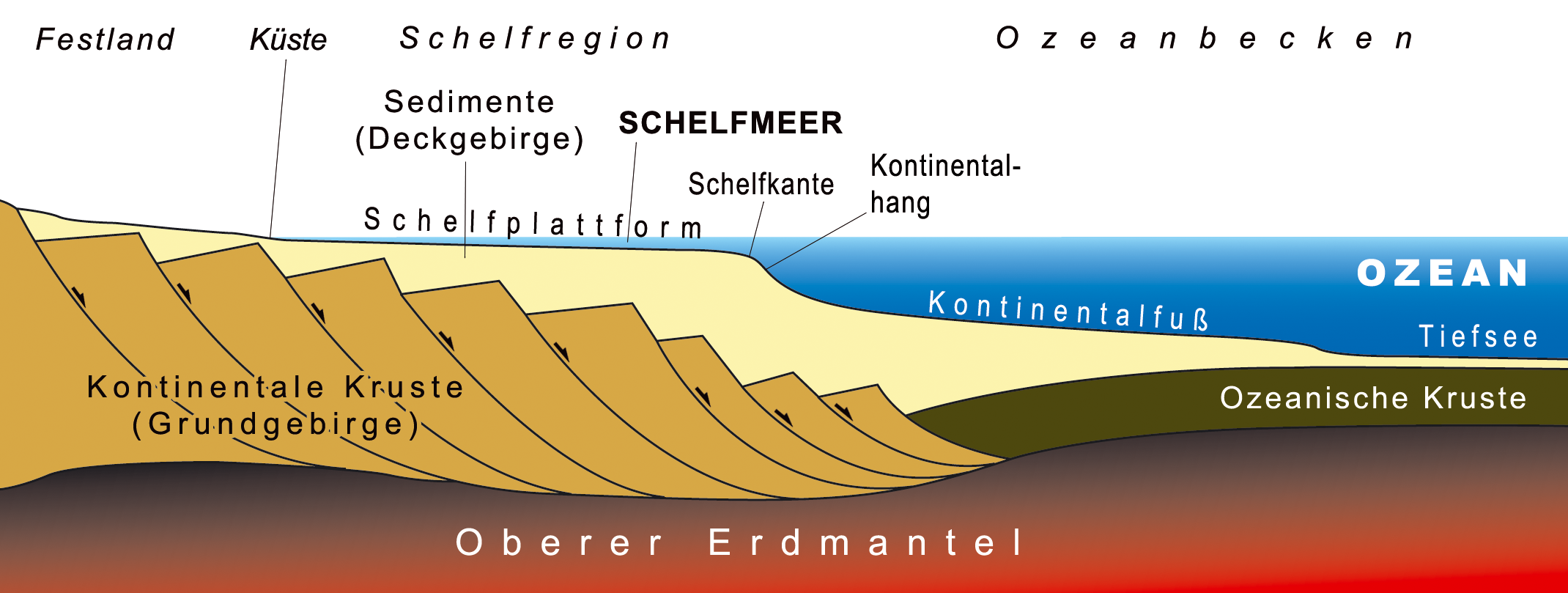
Schematisches Profil eines Kontinentalrandes einschließlich des Kontinentalhanges

Der Kontinentalhang (auch: Kontinentalabfall oder Kontinentalböschung) ist jener Teil des Kontinentalrandes, an dem sich der Meeresboden von der Kante des Kontinentalschelfs – meist in etwa 100 bis 200 m Tiefe – bis zum sogenannten Kontinentalfuß in Tiefen von etwa 2000 bis 4000 m absenkt. Als Teil des Tiefseebodens entspricht der Kontinentalhang der Bathyalzone (von griech. bathýs – tief).

## Überblick
Der Übergang vom Schelf zur Tiefsee erfolgt über den Kontinentalhang, der durchschnittlich eine Neigung von etwa 4° aufweist. Lokale Neigungen bis etwa 15° sind möglich, gelten jedoch als geologisch instabil. Die Breite des Kontinentalhangs, also der Abstand zwischen Schelfkante und Kontinentalfuß, kann bis zu 200 km betragen.
Eine mögliche Erklärung für die relativ geringe Neigung ist die Wirkung sogenannter interner Wellen, die an der Grenzfläche zwischen Wasserschichten unterschiedlicher Dichte entstehen und Sedimente umlagern können. Trotz der flachen Hangneigung können instabile Sedimente durch Erschütterungen oder Überlagerung in Bewegung geraten, was zu Trübestromen (engl. turbidity currents) führen kann.

## Typen von Kontinentalabhängen
Geotektonisch lassen sich zwei Haupttypen des Kontinentalhangs unterscheiden:
- Atlantischer Typ: Typisch für passive Plattenränder (z. B. im Nordatlantik). Der Hang folgt einem breiten Schelf und geht mit mäßigem Gefälle in die Tiefseeebene über. Hier ist die ozeanische Kruste inaktiv und der Sedimenteintrag hoch.

- Pazifischer Typ: Typisch für aktive Plattenränder an Subduktionszonen (z. B. vor Japan oder Südamerika). Der Hang ist steiler, schmaler und fällt häufig direkt in einen Tiefseegraben ab. Die Nähe zu Erdbebenherden erhöht die geologische Instabilität.

## Schlammlawinen und Gashydrate
Im Rahmen des Ocean Drilling Programs (ODP) und des Integrated Ocean Drilling Program (IODP) wurden an zahlreichen Kontinentalabhängen sogenannte Gashydrate nachgewiesen – feste Verbindungen von Methan und Wasser, die unter hohem Druck und bei niedriger Temperatur stabil sind.

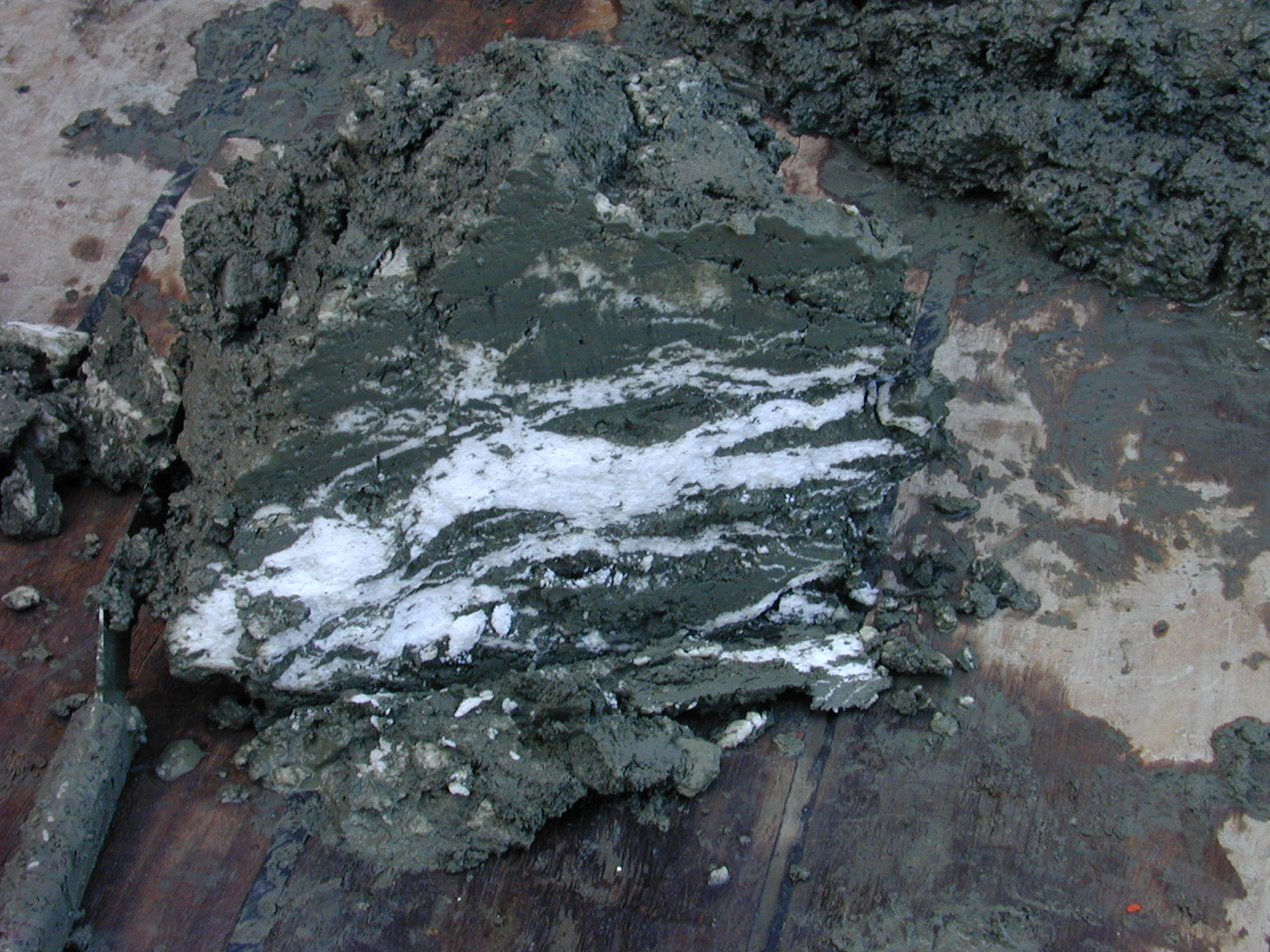
Schlammiges Meeressediment mit schichtig eingelagertem Methanhydrat.

Kommt es durch tektonische Aktivität oder Temperaturveränderung zur Destabilisierung solcher Hydrate, kann das freigesetzte Methan die darüberliegenden Sedimentschichten schwächen. Dies führt oft zum Abrutschen großer Massen – sogenannte Trübeströme. Sie verlaufen ähnlich wie Lawinen an Land und können mit Geschwindigkeiten von über 100 km/h Seekabel oder Bohrinseln beschädigen.
Die bei solchen Ereignissen entstehenden Sedimentgesteine werden Turbidite genannt. Fossile Turbidite finden sich z. B. in den Alpen, wo sie als Ablagerungen aus der Alpinen Vortiefe der Erdneuzeit gedeutet werden.

## Storegga-Rutschung

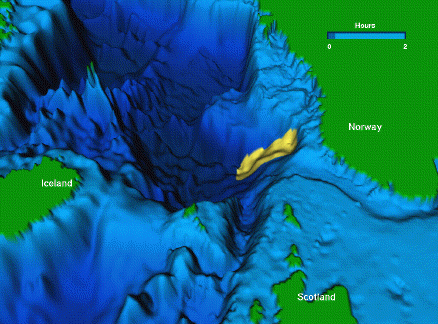
Digitales 3D-Höhenmodell des Nordatlantiks mit Markierung der Position der Storegga-Rutschung. Das Relief ist hier extrem überhöht dargestellt, sodass der Kontinentalhang sehr steil erscheint.

Ein bekanntes Beispiel für einen großflächigen untermeerischen Hangrutsch ist die sogenannte Storegga-Rutschung vor der Küste Norwegens, die sich vor rund 8.200 Jahren im frühen Holozän ereignete. Dabei rutschten rund 3000 km² Meeresboden in die Tiefe, wahrscheinlich durch den Zerfall von Methanhydraten. Die Verdrängung großer Wassermassen löste einen Tsunami aus, der bis nach Schottland reichte.

## Gefahren und Potenziale
Trübeströme stellen eine Gefahr für submarine Telekommunikationskabel und Offshore-Windparks dar. Viele dieser Kabel sind entscheidend für das globale Internet. Erdbeben, Sedimenteintrag oder Bohraktivitäten können Gashydrate destabilisieren und Rutschungen auslösen.
Gleichzeitig gelten Gashydrate als potenzielle Energiequelle der Zukunft. Besonders große Lagerstätten werden in Bereichen wie dem Golf von Mexiko, vor Norwegen, im Blake Ridge an der Ostküste der Vereinigten Staaten oder vor Japan vermutet. Auch in europäischen Meeren – etwa vor Irland, Spanien oder im östlichen Mittelmeer – werden größere Vorkommen vermutet.